# Vebjørn Rodal
Vebjørn Rodal (Rennebu, 16 september 1972) is een voormalige Noorse atleet en olympisch kampioen. Hij nam driemaal deel aan de Olympische Spelen.

## Loopbaan
Rodal kwalificeerde zich in 1992 voor de eerste maal voor een grote internationale wedstrijd. Op de Olympische Spelen van 1992 in Barcelona werd hij op de 800 m in de halve finale uitgeschakeld. Zijn eerste internationale medaille won hij twee jaar later, toen hij op de Europese kampioenschappen van 1994 een zilveren medaille won. Op de wereldkampioenschappen van 1995 in Göteborg won hij een bronzen medaille op de 800 m.
Op de Olympische Spelen van 1996 in Atlanta profiteerde Vebjørn Rodal van de afwezigheid van de Keniaan Wilson Kipketer, die kort tevoren van Kenia naar Denemarken geëmigreerd was en geen toestemming kreeg om te starten op de Spelen. Rodal benutte zijn kans en won een gouden medaille in de olympische recordtijd van 1.42,58. Hij versloeg hiermee de Zuid-Afrikaan Hezekiél Sepeng (zilver) en de Keniaan Fred Onyancha (brons). De eerste vier lopers finishten allen onder de 1.43 minuten en dit was hiermee de snelste 800 m ooit.
Vier jaar later op de Spelen van Sydney sneuvelde Rodal in de halve finale. Hierna is hij min of meer gestopt met zijn sportcarrière, alhoewel hij nog weleens meedoet bij nationale wedstrijden.

## Titels
- Olympisch kampioen 800 m - 1996
- Noors kampioen 800 m - 1992, 1996, 1997, 1999, 2000, 2002
- Noors kampioen 1500 m - 1995, 1997
- Noors indoorkampioen 400 m - 1994

## Persoonlijke records
Outdoor
| Onderdeel | Prestatie                  | Datum            | Plaats   |
| --------- | -------------------------- | ---------------- | -------- |
| 400 m     | 46,56 s                    | 15 juni 1994     | Oslo     |
| 600 m     | 1.15,29 (nat. rec.)        | 15 juli 1995     | Tønsberg |
| 800 m     | 1.42,58 (ex-OR; nat. rec.) | 31 juli 1996     | Atlanta  |
| 1000 m    | 2.16,78 (nat. rec.)        | 11 augustus 1996 | Londen   |
| 1500 m    | 3.37,57                    | 13 juli 1997     | Byrkjelo |

Indoor
| Onderdeel | Prestatie           | Datum            | Plaats     |
| --------- | ------------------- | ---------------- | ---------- |
| 600 m     | 1.15,86 (nat. rec.) | 24 januari 1998  | Stange     |
| 800 m     | 1.46,28 (nat. rec.) | 23 februari 1997 | Birmingham |

## Palmares

### 800 m
Kampioenschappen
- 1994:  EK - 1.46,53
- 1995:  WK - 1.45,68
- 1996:  OS - 1.42,58
- 1997:  Europacup - 1.47,54
- 1997: 5e WK - 1.44,53
- 1998:  EK indoor - 1.47,40
- 1998:  Europacup B in Malmö - 1.45,76

Golden League-podiumplekken
- 1998:  Bislett Games – 1.44,17
- 2000:  Bislett Games – 1.44,84

1896: Teddy Flack ·
1900: Alfred Tysoe ·
1904: Jim Lightbody ·
1908: Mel Sheppard ·
1912: Ted Meredith ·
1920: Albert Hill ·
1924: Douglas Lowe ·
1928: Douglas Lowe ·
1932: Tommy Hampson ·
1936: John Woodruff ·
1948: Mal Whitfield ·
1952: Mal Whitfield ·
1956: Tom Courtney ·
1960: Peter Snell ·
1964: Peter Snell ·
1968: Ralph Doubell ·
1972: Dave Wottle ·
1976: Alberto Juantorena ·
1980: Steve Ovett ·
1984: Joaquim Cruz ·
1988: Paul Ereng ·
1992: William Tanui ·
1996: Vebjørn Rodal ·
2000: Nils Schumann ·
2004: Joeri Borzakovski ·
2008: Wilfred Bungei ·
2012: David Rudisha ·
2016: David Rudisha ·
2020: Emmanuel Korir ·
2024: Emmanuel Wanyonyi
- World Athletics: 14215450
- Virtual International Authority File: 237149106325068492656